# Поленци
Поленци (на словенски: Polenci) е село в Словения, Подравски регион, община Дорнава. Според Националната статистическа служба на Република Словения през 2002 г. селото има 182 жители.